# Détroit de Maclean
Le détroit de Maclean est un cours d'eau situé dans l'archipel arctique canadien dans la région de Qikiqtaaluk du territoire canadien du Nunavut. Il sépare le Findlay Group, au sud-ouest, des îles Ellef Ringnes et King Christian, au nord-est.

## Annexe